# اسکله بندرامام
اسکله بندرامام یک منطقهٔ مسکونی در ایران است که در دهستان بندر امام خمینی واقع شده‌است. براساس سرشماری مرکز آمار ایران در سال ۱۳۹۵، اسکله بندرامام ۸ نفر جمعیت دارد.